# Johannes Kaiser (atleta)
Johannes Kaiser   (Jüngersdorf, 27 de febrer de 1936 - Zúric, 17 de desembre de 1996) fou un atleta alemany, especialista en curses de velocitat, que va competir durant les dècades de 1950 i 1960.
El 1960 va prendre part en els Jocs Olímpics d'Estiu de Roma, on formant equip Jochen Reske, Manfred Kinder i Carl Kaufmann, guanyà la medalla de plata en els 4x400 metres del programa d'atletisme.
En el seu palmarès també destaca una medalla de plata en la mateixa prova del 4x400 metres del Campionat d'Europa d'atletisme de 1958. En aquesta ocasió formà equip amb Carl Kaufmann, Manfred Poerschke i Karl-Friedrich Haas. A nivell nacional guanyà sis campionats de la RFA: un dels 400 metres (1961), un dels 4x100 metres (1961) i quatre del 4x400 metres (1962 a 1964 i 1963 en pista coberta).

## Millors marques
- 100 metres. 10.7" (1958)
- 200 metres. 20.9" (1961)
- 400 metres. 46.4" (1960)[1]